# Noël-Antoine Pluche

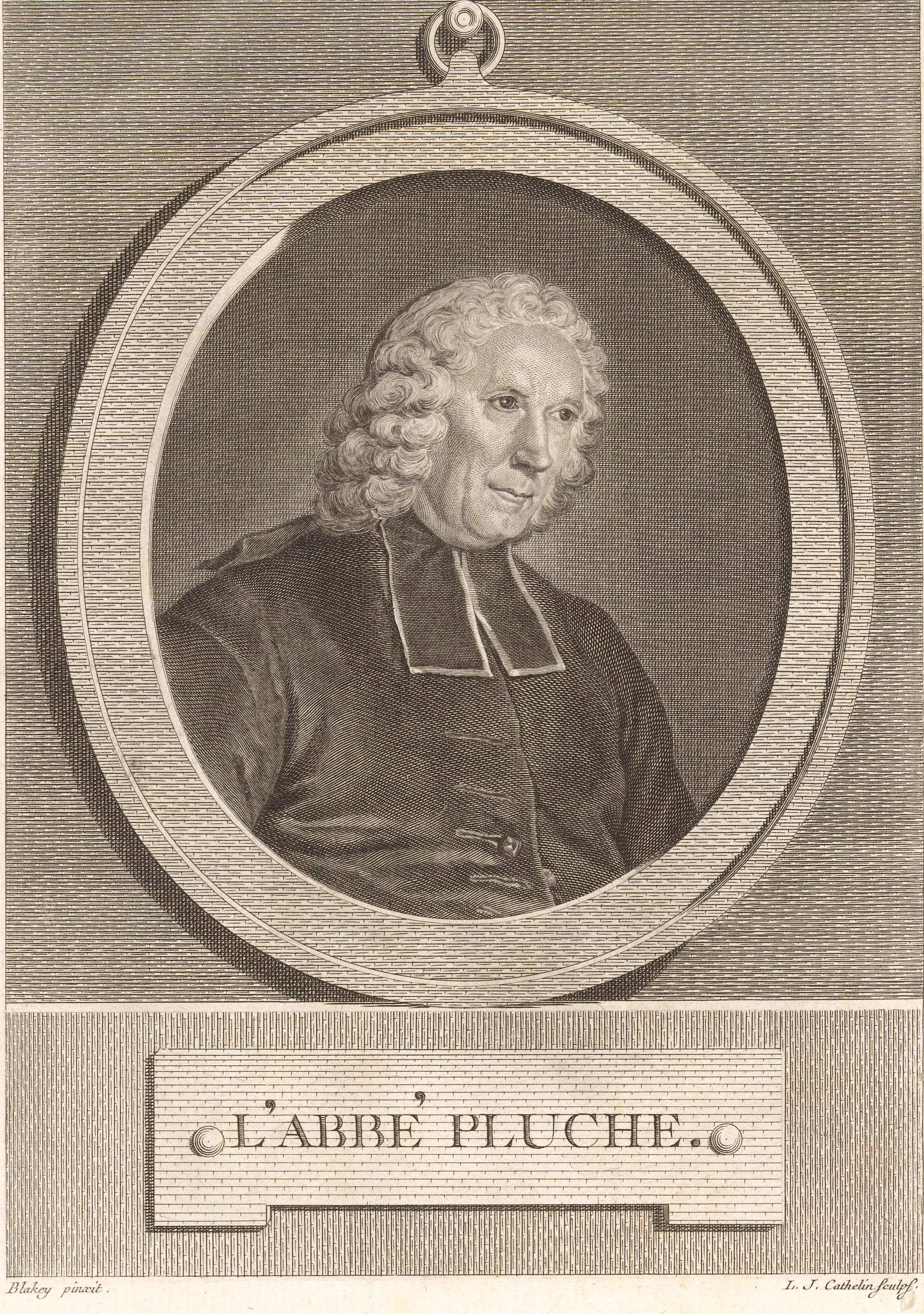
Abbé Pluche

Noël-Antoine Pluche (auch: Abbé Pluche; * 13. November 1688 in Reims; † 19. November 1761 in Saint-Maur-des-Fossés) war ein französischer Theologe, Naturwissenschaftler und Schriftsteller.

## Leben und Werk
Noël Pluche war römisch-katholischer Geistlicher und Gymnasialdirektor in Laon. Als er wegen Opposition gegen die Bulle Unigenitus seine Stellung verlor, wurde er Hauslehrer der Kinder von Jean-Prosper Goujon de Gasville (1684–1755), Intendant der Normandie. Dann ging er nach Paris und veröffentlichte populärwissenschaftliche Bücher. Sein achtbändiges Werk Spectacle de la nature (Schauplatz der Natur) war mit 57 Auflagen einer der größten Bucherfolge des 18. Jahrhunderts und wurde auch ins Deutsche übersetzt. Pluches Ansatz ähnelt dem von Friedrich Christian Lesser.

## Werke
- Le Spectacle de la nature, ou Entretiens sur les particularités de l’histoire naturelle qui ont paru les plus propres à rendre les jeunes gens curieux et à leur former l’esprit. 8 Bde. Vve Estienne, Paris 1732–1750.  Nouvelle édition mise au courant de la science par M. l’abbé Picaudé. 3 Bde. Célestins, Bar-le-Duc 1875.
  - I. Ce qui regarde les animaux et les plantes. 1732.
  - II–III. Ce qui regarde les dehors et l’intérieur de la terre. 1735.
  - IV. Ce qui regarde le ciel et les liaisons des différentes parties de l’univers avec les besoins de l’homme. 1739.
  - V. Ce qui regarde l’homme considéré en lui-même. 1746.
  - VI-VII. Ce qui regarde l’homme en société. 1746.
  - VIII. 1-2. Ce qui regarde l’homme en société avec Dieu. 1750.
- (deutsch) Schau-Platz der Natur. Oder: Unterredungen von der Beschaffenheit und den Absichten der Natürlichen Dinge, wodurch die Tugend zu weiterm Nachforschen aufgemuntert, und auf richtige Begriffe von der Allmacht und Weißheit Gottes geführet wird. Aus dem Französischen von neuen übersezet von F. W. B. 8 Bde. Monath, Wien und Nürnberg 1750–1754.
  - Erster Theil. Welcher die Thiere und Pflanzen betrachtet. 1750.
  - Zweyter Theil. Welcher die Fruchtbarkeit der Erde betrachtet. 1751.
  - Dritter Theil. Welcher die äusserliche und innerliche Beschaffentheit der Erde betrachtet. 1751.
  - Vierter Theil. Worinn der Himmel, und die aus der Einrichtung des Weltgebäudes dem Menschen zufliesende Glückseeligkeit betrachtet, ingleichen eine Erzählung der wichtigsten Erfahrungen und Versuche, worauf die Erkenntniß der Natur sich gründet, gegeben wird. 1753.
  - Fünfter Theil. Worinnen der Mensch an sich selbst, dessen Beruf und Geschicklichkeit betrachtet wird. 1754.
  - Sechster Theil. Welcher dasjenige zu betrachten darstellet, was zum gesellschafftlichen Leben der Menschen gehöret. 1751.
  - Siebender Theil. Welcher einige der vortrefflichsten Künste, die Handlung, das Reisen, und die Einrichtung eines Landes betrachtet.
  - Achter Theil. Worinnen der Mensch in Gesellschafft mit Gott betrachtet wird. 1755.
  - Neuer Schauplaz der Natur oder Beyträge zur Verherrlichung Gottes und zur Ausbreitung gemeinnütziger Kenntnisse in einem freyen Auszuge des Plüschischen Werkes mit neuen Erfahrungen vermehrt und verbessert. Monath Leipzig 1773.
- Histoire du ciel, où l’on fait voir 1° l’origine du ciel poétique, 2° la méprise des philosophes sur la fabrique du ciel et de la terre, 3°̊ la conformité de l’expérience avec la seule physique de Moïse. 2 Bde. Veuve Estienne, Paris 1739–1741. (Untertitelvariante 1840: où l’on recherche l’origine de l’idolâtrie, et les méprises de la philosophie, sur la formation, & sur les influences des corps célestes)
  - (deutsch) Historie des Himmels darinnen vom Ursprunge der Abgötterey und von den philosophischen Irrthümern über die Entstehung des Weltgebäudes und der ganzen Natur gehandelt wird. 3 Bde. Hekel, Dresden und Leipzig 1740–1742. (mehrere Auflagen)
- La Mécanique des langues et l’art de les enseigner. Vve Estienne et fils, Paris 1751. Supplément à la Mécanique des langues. Paris 1753. J. Ayné, Lyon 1811. (gegen die Methode der Hin-Übersetzung in die Fremdsprache als Mittel der Spracherlernung, weil jede Sprache in erster Linie idiomatisch ist)
  - (lateinisch) De Linguarum artificio et doctrina. Paris 1751.
- Concorde de la géographie des différens âges. Ouvrage posthume de M. Pluche. Estienne, Paris 1764.
- Harmonie des Pseaumes et de l’Evangile, ou traduction des Pseaumes et des cantiques de l’Église; avec des notes relatives à la Vulgate, aux Septante & au texte hébreu. Ouvrage posthume de M. Pluche. Estienne, Paris 1764.
- Lettre sur la sainte ampoule et sur le sacre de nos Rois à Reims, écrite de Laon, le 3 février 1719, par feu M. Pluche à M. Philippe. Estienne, Paris 1775.